# Fada N'Gourma (département)
Pour la ville chef-lieu, voir Fada N'Gourma.
Fada N’Gourma est un département et une commune urbaine de la province du Gourma, situé dans la région de l'Est au Burkina Faso. Elle est également le chef-lieu de la province et de la région.
En 2006, le département comptait 124 577 habitants.

## Villes et villages
Le département et la commune urbaine de Fada N’Gourma est administrativement composé d'une ville chef-lieu (données de population consolidées en 2012, issues du recensement général de 2006) :
- Fada N’Gourma, divisée en douze secteurs urbains (totalisant 41 785 habitants) :

- Secteur 1 (6 786 habitants)
- Secteur 2 (4 398 habitants)
- Secteur 3 (5 692 habitants)
- Secteur 4 (734 habitants)
- Secteur 5 (1 042 habitants)
- Secteur 6 (2 904 habitants)
- Secteur 7 (4 758 habitants)
- Secteur 8 (2 357 habitants)
- Secteur 9 (4 144 habitants)
- Secteur 10 (3 756 habitants)
- Secteur 11 (4 585 habitants)
- Secteur 12 (629 habitants)

et de trente-trois villages ruraux (totalisant 82 792 habitants) :
- Bandingui (1 909 habitants)
- Binadéni (992 habitants)
- Boudangou (941 habitants)
- Bougui (1 548 habitants)
- Boumpoa (3 333 habitants)
- Boungou (3 918 habitants)
- Gbédissaga (1 275 habitants)
- Kantambari (423 habitants)
- Kikidéni (1 057 habitants)
- Koaré (5 202 habitants)
- Kodjonti (1 277 habitants)
- Komandougou (1 456 habitants)
- Komangou (1 577 habitants)
- Kpenchangou (5 486 habitants)
- Madéni (800 habitants)
- Mangoudéni (510 habitants)
- Momba (1 895 habitants)
- Mourdéni (686 habitants)
- Naboudi (1 217 habitants)
- Nagaré (8 375 habitants)
- Namoungou (4 986 habitants)
- Natiaboani (14 350 habitants)
- Niamanga (282 habitants)
- Nouarangou (839 habitants)
- Pandridéni (1 282 habitants)
- Payégou (811 habitants)
- Pentouangou (850 habitants)
- Pokiamanga (1 719 habitants)
- Sanipenga (1 862 habitants)
- Sétougou (3 658 habitants)
- Tagou (3 471 habitants)
- Tanwalbougou (4 304 habitants), dont
  - Boumoana (1 550 habitants) rattaché à Tanwalbougou
- Tiandiaga (501 habitants)